# A Single Man (Album)
A Single Man (englisch für „Ein Mann allein“) ist das zwölfte Studioalbum des britischen Sängers und Komponisten Elton John.

## Entstehung und Veröffentlichung
Die Erstveröffentlichung von A Single Man erfolgte am 10. Oktober 1978 bei The Rocket Record Company (Katalognummer: Train 1). Auf dem nordamerikanischen Markt erschien das Album im gleichen Jahr bei MCA Records (Katalognummer: MCA-3065). Das Album erschien in seiner Originalausführung als LP mit elf Titeln. 1988 erschien es erstmals als CD-Ausführung (Katalognummer: Rocket 826 805-2). Am 1. Juni 1998 erschien eine Neuauflage als Teil der sogenannten „The-Classic-Years“-Reihe. Diese enthielt fünf Bonustitel.
Geschrieben und produziert wurden alle 16 Lieder vom Interpreten selbst. Beim Schreibprozess von 13 Liedern erhielt John Unterstützung durch Gary Osborne, zwei Lieder schrieb er zusammen mit Bernie Taupin. Während er das Stück Reverie alleine schrieb, sind bei Big Dipper, neben Osborne, Walter Donaldson und Gus Kahn als weitere Urheber aufgeführt. Bei der Produktion erhielt John bei allen Liedern Unterstützung durch Clive Franks. Beim Eröffnungstitel Shine on Through stand den beiden zusätzlich Thom Bell zur Seite.
Das Frontcover des Albums zeigt John auf dem sogenannten „Long Walk“, der zum Windsor Great Park in Berkshire gehört.

## Hintergrund
Nahezu ein Jahrzehnt lang eilten John und Taupin mit ihrer Musik von einem kommerziellen Höhepunkt zum nächsten. Mit den Alben Captain Fantastic and the Brown Dirt Cowboy (Mai 1975) und Rock of the Westies (Oktober 1975) gelang ihnen, was kein Künstler vorher zuwege gebracht hatte: Wegen der vielen Vorbestellungen starteten sie auf Platz eins der US-amerikanischen Albumcharts. Nun zeigten sich erste Ermüdungserscheinungen bei beiden. Es wurde klar, dass es nicht immer so weitergehen würde. John entschied sich dafür, keine weiteren Konzerte zu geben und Taupin zog sich mit einer neuen Frau an der Seite nach Acapulco zurück. Es war nichts vorgefallen zwischen John und Taupin. Es gab keinerlei Absichten die Zusammenarbeit zu beenden. Doch als John ein neues Albumprojekt starten wollte, war Taupin außerhalb von England unterwegs. Auch die Wege von John und dessen bisherigen Langzeitproduzenten, Gus Dudgeon, trennten sich. John nahm Kiki Dee 1973 in seiner Plattenfirma The Rocket Rekord Company unter Vertrag. Gary Osborne übersetzte für sie das französische Lied Amoureuse ins Englische, der zum Charthit avancierte. 1977 arbeiteten John und Osbourne für die EP The Thom Bell Sessions zusammen. Der ursprünglich dafür komponierte Titel Shine on Through wurde zum ersten Lied auf dem Album A Single Man. John mochte Osborne von seinem Wesen her. Er war jemand, mit dem er gut und mit Spaß zusammenarbeiten konnte. So passierte es einfach, dass Gary Osborne Taupins Platz einnahm.
Nach der Veröffentlichung von A Single Man wurde bekannt, dass Johns Konzertpause beendet sei. Seine Konzertreihe A Single Man in Concert, die ihn auch nach Russland führte, startete 1979. Auf der Bühne war zu Beginn des Konzertes nur er am Klavier zu sehen. Nach einer Stunde unterstützte ihn Ray Cooper mit Schlagzeug und Perkussion.

## Titelliste
Für alle Titel komponierte Elton John die Musik, die Texte schrieb Gary Osborne, sofern kein anderer Hinweis gegeben wird.
Seite 1
1. Shine on Through – 3:45
2. Return to Paradise – 4:15
3. I Don’t Care – 4:23
4. Big Dipper (Walter Donaldson, John, Gus Kahn, Osborne) – 4:04
5. It Ain’t Gonna Be Easy – 8:27

Seite 2
1. Part Time Love – 3:16
2. Georgia – 4:50
3. Shooting Star – 2:44
4. Madness – 5:53
5. Reverie (John) – 0:53
6. Song for Guy (John, Bernie Taupin) – 6:35

Bonustitel (The Classic Years)
1. Ego – 4:00
2. Flintstone Boy – 4:13
3. I Cry at Night – 3:16
4. Lovesick (John, Taupin) – 3:59
5. Strangers – 4:46

## Mitwirkende
Besetzung
- Elton John – Gesang, Klavier, Keyboards
- Ray Cooper – Percussion
- Vicki Brown – Begleitgesang
- Paul Buckmaster – Orchestrierung, ARP, Fender Rhodes
- B. J. Cole – Steel Guitar
- John Crocker – Klarinette, Tenorsaxophon
- Herbie Flowers – Bassgeige
- Clive Franks – Bassgitarre
- Rhythm Box – Rhythmusbox
- Patrick Halcox – Trompete
- Steve Holly – Schlagzeug, Hörner
- Davey Johnstone – Gitarre, Begleitgesang
- Stevie Lange – Begleitgesang
- Henry Lowther – Trompete
- Gary Osborne – Begleitgesang
- Tim Renwick – Akustische Gitarre, Mandoline, E-Gitarre
- Jim Shepherd – Posaune
- Joanne Stone – Begleitgesang
- Chris Thompson – Begleitgesang
- Watford Football Club – Begleitgesang

Produktion
- Clive Franks – Produzent
- Elton John – Produzent
- Mike Gill – Hauptproduzent
- Phil Dunne – Toningenieur
- Stuart Epps – Toningenieur
- Clive Franks – Toningenieur
- Peter Mew – Toningenieur
- Ian Cooper – Mastering
- Gus Dudgeon – Digital Remastering
- Alex Forster – Koordination
- Joanne Stone – Arranger
- David Costa – Hüllendesign
- Greg Penny – Surround Sound
- Mike Storey – Graphische Aufbereitung
- Paul Buckmaster – Orchestrierung
- John Tobler – Albumcovertext
- Chris White – Albumcovertext

## Singleauskopplungen
| Jahr | Titel B-Seite                 | Höchstplatzierung, Gesamtwochen, AuszeichnungChartplatzierungen (Jahr, Titel, B-Seite, Platzierungen, Wochen, Auszeichnungen, Anmerkungen) | Höchstplatzierung, Gesamtwochen, AuszeichnungChartplatzierungen (Jahr, Titel, B-Seite, Platzierungen, Wochen, Auszeichnungen, Anmerkungen) | Höchstplatzierung, Gesamtwochen, AuszeichnungChartplatzierungen (Jahr, Titel, B-Seite, Platzierungen, Wochen, Auszeichnungen, Anmerkungen) | Höchstplatzierung, Gesamtwochen, AuszeichnungChartplatzierungen (Jahr, Titel, B-Seite, Platzierungen, Wochen, Auszeichnungen, Anmerkungen) | Anmerkungen                             |
| Jahr | Titel B-Seite                 | DE | UK | US | A. C. | Anmerkungen                             |
| ---- | ----------------------------- | --- | --- | --- | --- | --------------------------------------- |
| 1978 | Part-Time Love I Cry at Night | — | UK15 Silber · (13 Wo.)UK | US22 (10 Wo.)US | A. C.40 (7 Wo.)A. C. | Erstveröffentlichung: 4. Oktober 1978   |
| 1978 | Song for Guy Love Sick        | DE22 (10 Wo.)DE | UK4 Silber · (10 Wo.)UK | — | A. C.37 (4 Wo.)A. C. | Erstveröffentlichung: 28. November 1978 |

## Rezension
Wo Taupins Lyrik überraschend, vielseitig und brillant war, gelang es Osborne bestenfalls, solides Handwerk vorzuweisen. Wo Osborne Brot und Butter gab, hätte Taupin feines Gebäck gereicht.
Ursprünglich wollte John nur den mit Taupin begonnenen Titel „Ego“ und das zugehörige Video fertigstellen. Er fand sich jedoch in einer Vielzahl interessanter Melodien wieder, die durch Gary Osborne mit Texten versehen wurden. Noch aus der kurz vorher beendeten Zusammenarbeit von John mit Thom Bell war der von Osborne getextete Titel „Shine On Through“ verfügbar, den er auf Bells Anraten in einer tieferen Stimmlage sang, als es sonst für ihn üblich war.
Auf „A Single Man“ ist musikalische Vielfalt zu finden, jedoch nicht mehr als solide, ordentliche Kompositionen. Erwähnenswert sind „Georgia“, mit einem Anflug von Gospel, „It Ain’t Gonna Be Easy“, ein längerer Blues-Rock-Titel oder das heiter wirkende, New-Orleans-jazzige „Big Dipper“. Das einzige Lied, das einen – wenn auch nur moderaten – Charterfolg erzielen konnte, war „Part-Time Love“, von der Melodie her eingängig und vom Rhythmus leicht tanzbar.

## Kommerzieller Erfolg

### Chartplatzierungen
| ChartsChartplatzierungen       | Höchstplatzierung | Wochen |
| ------------------------------ | ----------------- | ------ |
| Deutschland (GfK)              | 17 (16 Wo.)       | 16     |
| Vereinigte Staaten (Billboard) | 15 (18 Wo.)       | 18     |
| Vereinigtes Königreich (OCC)   | 8 (26 Wo.)        | 26     |

### Auszeichnungen für Musikverkäufe
| Land/Region                  | Auszeichnungen für Musikverkäufe (Land/Region, Auszeichnung, Verkäufe) | Verkäufe  |
| ---------------------------- | ---------------------------------------------------------------------- | --------- |
| Frankreich (SNEP)            | Gold                                                                   | 100.000   |
| Kanada (MC)                  | Platin                                                                 | 100.000   |
| Neuseeland (RMNZ)            | Platin                                                                 | 20.000    |
| Niederlande (NVPI)           | Gold                                                                   | 50.000    |
| Vereinigte Staaten (RIAA)    | Platin                                                                 | 1.000.000 |
| Vereinigtes Königreich (BPI) | Gold                                                                   | 100.000   |
| Insgesamt                    | 3× Gold · 3× Platin ·                                                  | 1.370.000 |

Hauptartikel: Elton John/Auszeichnungen für Musikverkäufe